# Статуя Артемиды
Статуя Артемиды — эллинистическая статуя предположительно Артемиды, созданная около 100 года до н. э.
Находится в афинском Национальном археологическом музее.

## История и описание
Статуя была найдена на острове Дилос возле «Дома Диадумена». Её высота составляет 1,75 метра, выполнена из паросского мрамора. На основе стилистических сравнений, работа может быть датирована до 100 года до н. э.

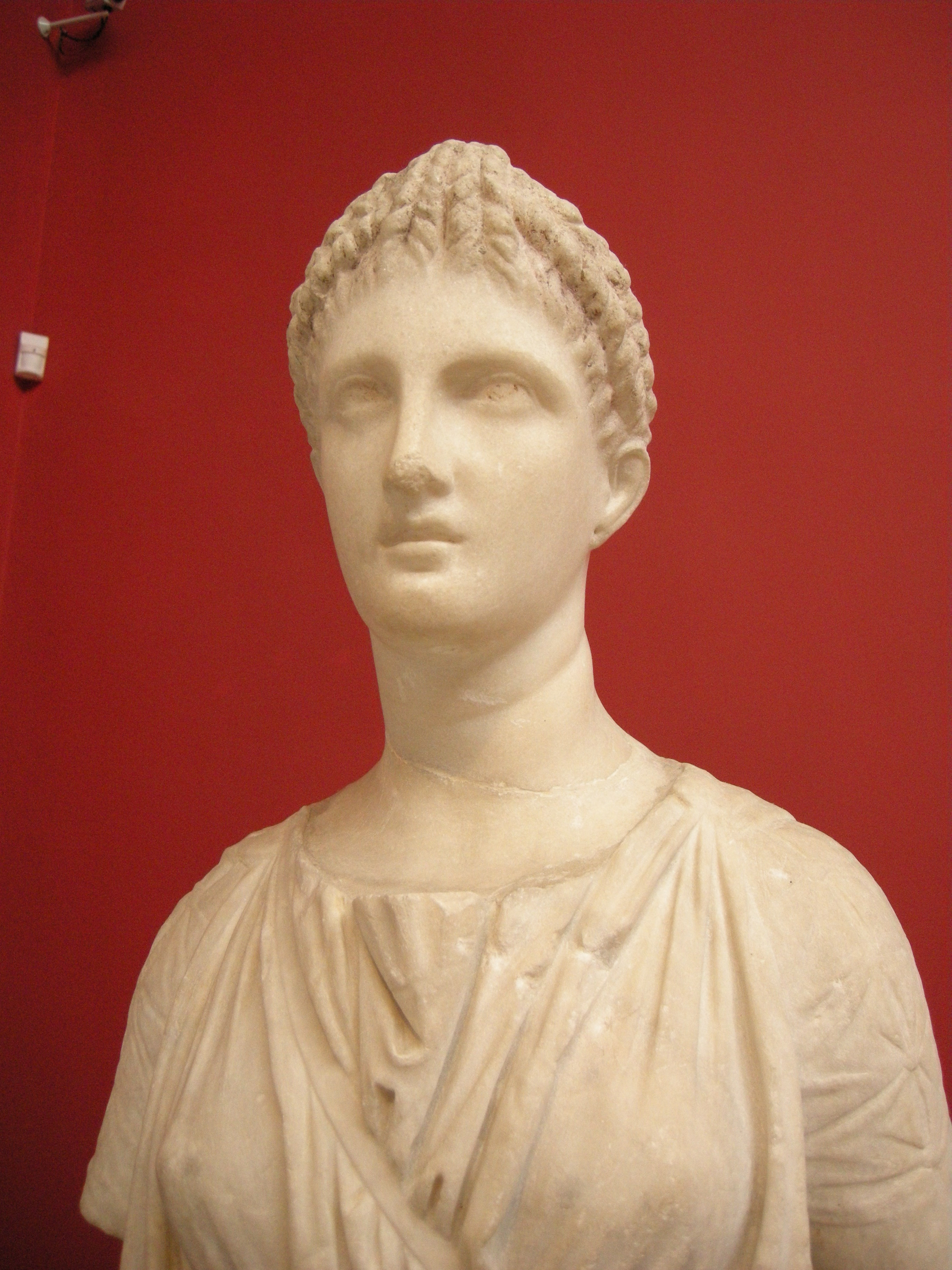
Бюст Артемиды

Большая часть статуи достаточно хорошо сохранилась. Имеются некоторые повреждения, в частности отсутствует ступня у правой ноги и правая рука от начала локтя. Левая рука отсутствует чуть выше запястья. Как выяснили исследователи, руки были изначально сделаны отдельно и позже утеряны, а не отломаны. Голова и часть гиматии тоже выполнены отдельно и прикреплены к скульптуре. Правая нога Артемиды — опорная, левая — чуть согнута так, что создается впечатление, что богиня находится в движении, медленно и грациозно.
Хитон Артемиды с короткими рукавами, пристегнут к телу между животом и грудью ремнем из кожи фавна, который проходит по диагонали от правого плеча между грудями к левому бедру. Накидка (гиматий) обернута вокруг её левой руки, висит за спиной и затем, обтекая правую ногу, спускается на пол. Левая нога почти вся открыта. Черты лица богини безупречны, рот её приоткрыт. Элегантность скульптуре придаёт причёска её волос — две косы уложены вокруг головы, ещё две, несколько меньшие, идут от лба на затылок.
В Национальном археологическом музее произведение имеет инвентарный номер 1829.